# Неруда (фильм)
«Неруда» (исп. Neruda) — биографический фильм 2016 года режиссёра Пабло Ларраина. Премьера состоялась на Каннском кинофестивале 13 мая 2016 года. Фильм был номинирован на премию «Золотой глобус» за лучший фильм на иностранном языке, а также выбран в качестве чилийской заявки на премию «Оскар» за лучший фильм на иностранном языке.

## Сюжет
После победы на президентских выборах 1946 года президент Чили Гонсалес Видела накладывает запрет на Коммунистическую партию Чили и начинает массовые аресты. Пабло Неруда, сенатор и известный поэт, выступает против преследований. Неруду предупреждают о том, что его собираются арестовать, после чего он со своей женой пытается покинуть страну, но их разворачивают на границе с Аргентиной, и они пытаются скрываться в стране. Молодому полицейскому Оскару Пелушоно поручают их найти.

## В ролях
- Луис Ньекко — Пабло Неруда
- Гаэль Гарсиа Берналь — Оскар Пелушоно
- Мерседес Моран — Делия дель Карриль
- Альфредо Кастро — Габриэль Гонсалес Видела
- Диего Муньос — Мартинес
- Пабло Дерки — Виктор Пей
- Хайме Ваделл — Артуро Алессандри
- Франсиско Рейес — Бианчи
- Эмилио Гутьеррес Каба — Пабло Пикассо
- Марсело Алонсо
- Алехандро Гойк

## Критика
Фильм получил положительные оценки кинокритиков. На сайте Rotten Tomatoes фильм имеет рейтинг 93 % на основе 146 рецензий критиков со средней оценкой 7,7 из 10. На сайте Metacritic фильм получил оценку 82 из 100 на основе 28 рецензий, что соответствует статусу «всеобщее признание».